# Les Nuits de Dracula
Pour plus de détails, voir Fiche technique et Distribution.
Les Nuits de Dracula (Nachts, wenn Dracula erwacht) est un film d'horreur germano-hispano-italo-britannique coécrit et réalisé par Jesús Franco, sorti en 1970.

## Synopsis
En 1897, le clerc de notaire Jonathan Harker se rend dans une région reculée de Transylvanie pour rencontrer un de ses clients, le comte Dracula, dans son sinistre château afin de régler les derniers détails de son acquisition, une nouvelle demeure à Budapest. En chemin, il prend une chambre dans une auberge pour la nuit. La femme de l'aubergiste le prévient que la nuit suivante sera celle de la Saint-George, celle où les esprits des morts reviennent persécuter les vivants. Reçu au château, ignorant que Dracula est un vampire, il conclut promptement l'affaire, mais le vieux comte insiste pour lui faire passer la nuit dans son donjon. Lorsqu'il s'endort, il fait un cauchemar où il est séduit par trois femmes assoiffées de sang aussitôt virées par Dracula qui leur interdit de l'approcher et leur donne en cadeau un bébé qu'elles dévorent. À son réveil, il découvre des traces de morsure sur son cou et, prisonnier du manoir du comte, prend la fuite en sautant dans la rivière.
Harker se réveille à Budapest dans la clinique psychiatrique du docteur Seward, un ami proche du professeur et chasseur de vampires Abraham Van Helsing. À moitié fou, personne ne veut croire son histoire de vampires sauf Van Helsing lorsqu'il voit les morsures sur son cou. Alors que Mina, la promise d'Harker, et son amie Lucy lui rendent visite, le comte Dracula se cache dans l'abbaye abandonnée près de l'asile qu'il a achetée. Après avoir été mordue par ce dernier, la santé de Lucy décline et son fiancé, Quincey Morris, tentent de la guérir en lui transfusant son sang avec l'aide de Seward et Van Helsing. Pendant ce temps, dans l'asile, un aliéné, Reinfeld, semble être paniqué car il ressent la présence de Dracula, le meurtrier de sa femme.
Lucy meurt sous les yeux impuissants de Quincey. Mais Van Helsing pense qu'elle a été vampirisée par le comte Dracula. Lorsqu'elle revient à la vie et qu'elle tue un enfant, le chasseur de vampires, secondé par Morris et Seward, la piège dans son cercueil, lui enfonce un pieu dans le cœur et la décapite. Guéri, Harker rejoint le trio pour abattre Dracula. Celui-ci commence à charmer Mina, la fiancée de Jonathan, en l'envoûtant. Soudainement, Van Helsing a une crise cardiaque et il est paralysé dans une chaise roulante. Dracula, rajeuni grâce au sang frais de ses victimes, lui rend visite et se moque de son incapacité à le tuer. Il est traqué par Harker, Morris et Seward dans l'abbaye désaffectée mais le comte s'enfuit en Transylvanie sur un navire avec un groupe de tziganes.
En Transylvanie, après avoir tué les trois femmes vampires et un combat contre les gitans qui escortaient le comte endormi vers son château, Harker et Morris ouvrent le cercueil et brûlent Dracula. Piégé à l'intérieur par la lumière de l'aube, il ne peut pas fuir et se consume dans les flammes jusqu'à ce qu'il devienne un squelette. Harker et Morris jettent le cercueil d'un escarpement.

## Fiche technique
- Titre original : Nachts, wenn Dracula erwacht
- Titre français : Les Nuits de Dracula
- Réalisation : Jesús Franco
- Scénario : Peter Welbeck et Jesús Franco, d'après Dracula de Bram Stoker
- Décors : Jack Taylor
- Montage : Bruno Mattei et Derek Parsons
- Musique : Bruno Nicolai
- Photographie : Manuel Merino
- Production : Harry Alan Towers
- Sociétés de production : Fénix Films, Filmar, Corona Filmproduktion GmbH et Towers of London
- Pays d'origine :  Allemagne de l'Ouest,  Espagne,  Italie,  Liechtenstein,  Royaume-Uni
- Langue originale : allemand
- Format : couleur - 1,37:1 - Mono - 35 mm
- Genre : horreur
- Durée : 96 minutes
- Dates de sortie : 
  - Allemagne de l'Ouest : 3 avril 1970
  - Espagne : 15 mars 1971
  - France : 16 juin 1971
  - Italie : 10 septembre 1973

## Distribution
- Christopher Lee : le comte Dracula
- Herbert Lom : le professeur Abraham Van Helsing
- Klaus Kinski : Renfield
- Maria Rohm : Mina Harker
- Fred Williams : Jonathan Harker
- Soledad Miranda : Lucy Westenra
- Jack Taylor : Quincey Morris
- Paul Müller : Dr. John Seward

## Analyse
Il s'agit d'une adaptation relativement fidèle du roman Dracula de Bram Stoker avec Christopher Lee dans le rôle-titre, Herbert Lom dans celui du professeur Abraham Van Helsing et Klaus Kinski dans celui de Renfield.
La véritable audace de cette version réside surtout dans la volonté de retranscrire le mythe de Dracula au plus près de la description originale, d'où une entorse à la tradition visuelle: l'apparence du vampire inclut des éléments inédits à l'écran tels que d'épaisses moustaches, un costume classique sans cape, le rajeunissement en cours de film... Beaucoup d'épisodes évincés par les précédentes adaptations, sont également ici recréées (exemple : les trois femmes vampires auxquelles est offert un nourrisson...). Les raccourcis scénaristiques se font plus fréquents, en revanche, à l'approche de la fin, créant un certain déséquilibre par rapport à une première moitié du film nettement plus détaillée.

## Autour du film
- Dans de nombreux pays, Les Nuits de Dracula sortent accompagné d'un affichage promotionnel laissant croire que le film appartient à la série produite par la firme anglaise Hammer Film Productions.
- Christopher Lee, que le rôle de Dracula tel qu'il l'avait incarné jusque-là ne satisfaisait guère, émet le souhait à Jesús Franco, durant le tournage d'un précédent film, de réaliser enfin une adaptation du rôle tel que décrit dans le roman originel. Prenant note de ce souhait, Jesus Franco consulte le producteur Harry Alan Towers et s'arrange pour monter le projet. Celui-ci aboutit à Les Nuits de Dracula.
- Klaus Kinski, qui refusait alors au producteur Harry Alan Towers la plus petite participation à un film de vampires, se voit offrir un rôle de dément dans un scénario qui s'avéra inventé de toutes pièces. Grâce à un savant montage, Kinski se retrouva donc à son insu dans la distribution du film. Plus tard, Klaus Kinski jouera lui-même une version du personnage de Dracula dans le remake du Nosferatu de Murnau par Werner Herzog, à savoir Nosferatu, fantôme de la nuit (1979).
- Parallèlement à la production de Les Nuits de Dracula, Pere Portabella réalise Cuadecuc, vampir (1970), un semi-documentaire, tourné dans les décors du film et dans lequel on retrouve la plupart des acteurs. Moins un "making of" qu'une relecture abrégée du film, Cuadecuc, vampir offre un aperçu très personnel sur les conditions de tournage.
- Les Nuits de Dracula sortira en France la même année que deux autres titres avec Christopher Lee, Une messe pour Dracula et Les Cicatrices de Dracula, deux productions Hammer Film Productions.

## DVD
- France :

- Les Nuits de Dracula (DVD-5 Keep Case) sorti le 12 juillet 2007 édité par Opening et distribuer par Aventi Distribution. Le ratio image est celui d'origine en 1.33:1 plein écran 4:3. L'audio est en français 2.0 mono sans sous-titres. Pas de bonus vidéo. La durée du film est de 93 minutes. Il s'agit d'une édition Zone 2 Pal .